# Suikerboon

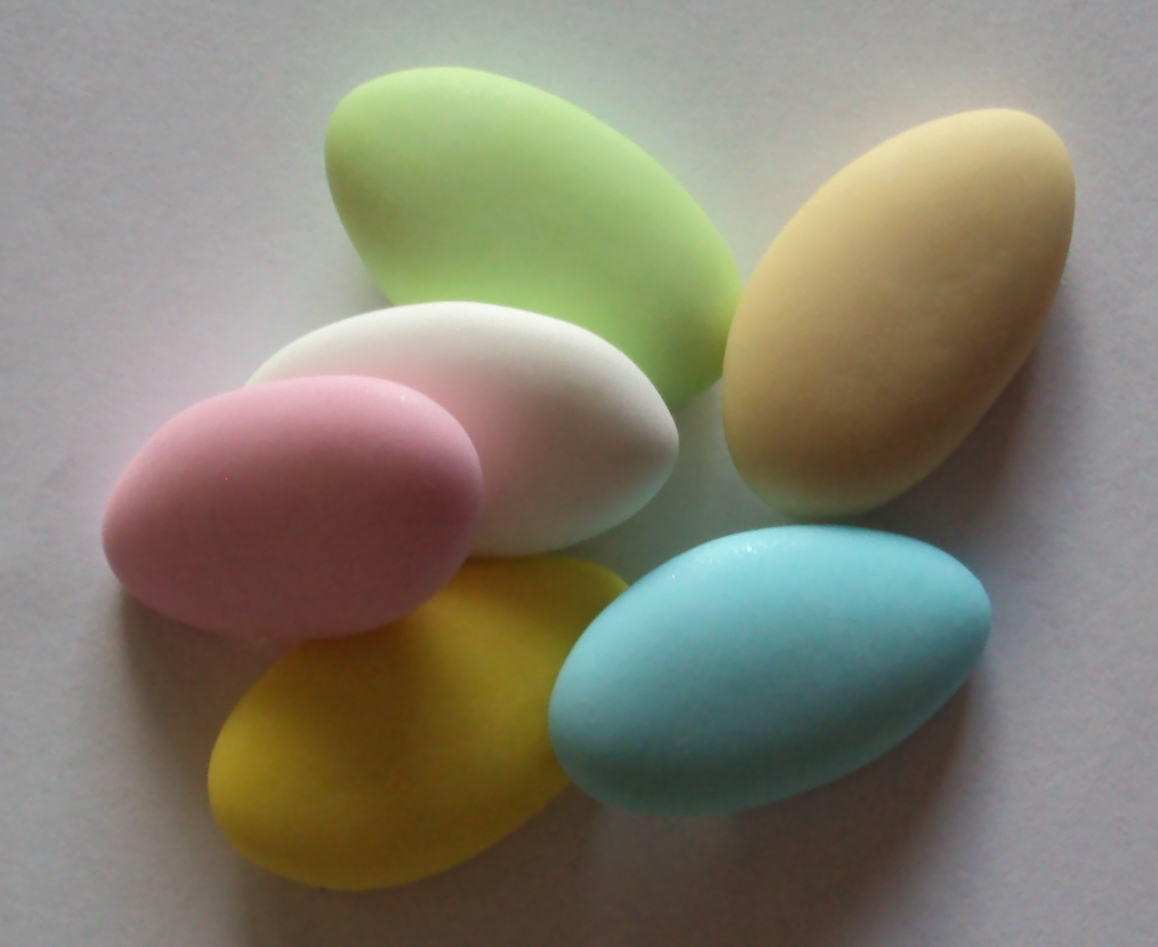
Suikerbonen in verschillende kleuren

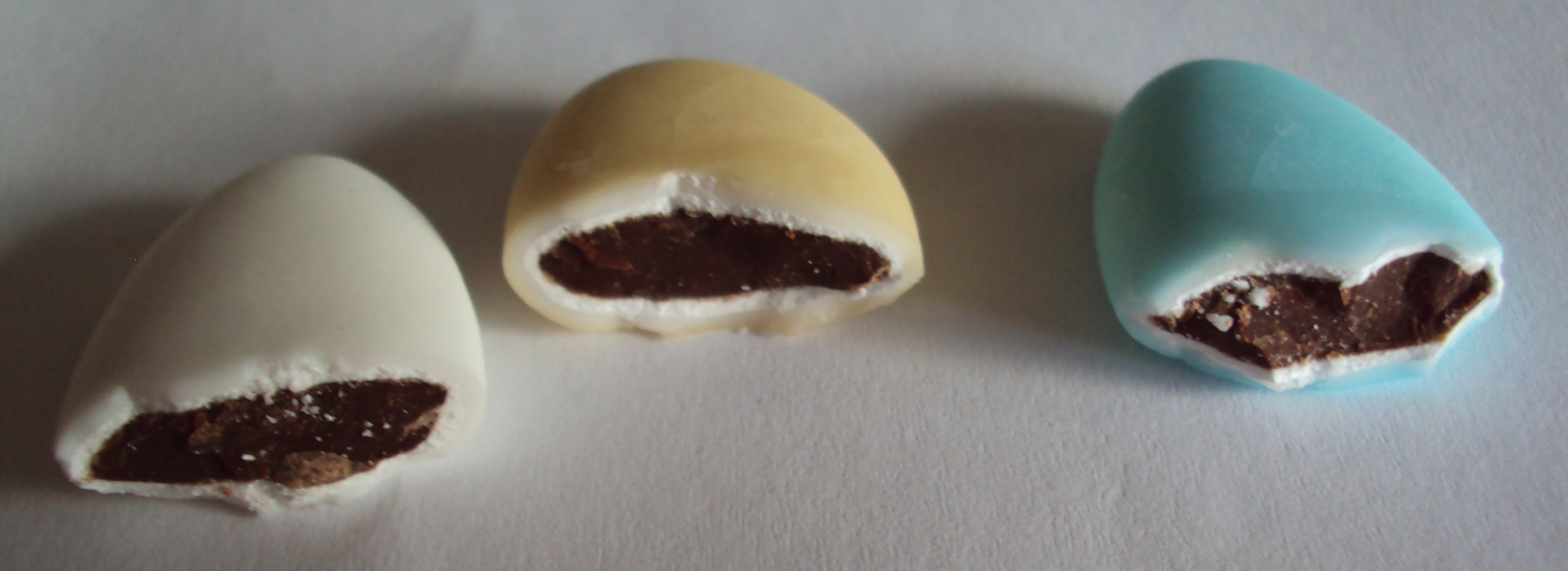
Binnenkant van chocolade dragees

Een suikerboon is een amandelnoot, omgeven door een laagje (gekleurde) suikerglazuur. Een variant is de chocolade dragee, waarbij de noot vervangen is door chocolade.

## Traditie
De suikerboon is een van de oudste snoeptradities in de wereld. Een populaire legende vertelt dat de oude Romein Julius Dragatus de allereerste dragee maakte toen hij een amandel in een pot honing liet vallen. Hij was zo in de wolken met deze ontdekking dat hij het nieuwe snoepje cadeau gaf bij de geboorte van zijn zoontje. Zo startte de Romeinse traditie om doopsuiker te eten bij geboortes en huwelijken.
Suikerbonen zijn in België en aangrenzende streken in provincies als Limburg, Noord-Brabant, Zeeland in Nederland een traditioneel geschenk bij de geboorte van een kind. Een andere naam is doopsuiker, vanwege het gebruik dat de genodigden bij het doopsel suikerbonen krijgen. Suikerbonen worden soms betaald door de peetouders en komen in sommige streken na de doop uit een (tweede) luier. De bonen staan voor het nieuwe leven en voor vruchtbaarheid.